# Nogometni superkup Bosne i Hercegovine
Nogometni superkup Bosne i Hercegovine nogometno je natjecanje koje organizira Nogometni savez Bosne i Hercegovine. Superkup igraju aktualni prvak lige i osvajač kupa. Prvi put je održan 1997. godine te se održavao do 2001. godine. Ponovo se održava od 2025. godine.

## Izdanja od 1997. do 2001.
Tijekom ovog perioda u Bosni i Hercegovina djelovala su tri nogometna saveza koja su organizirala tri različita ligaška (NS BiH, Herceg-Bosne i Republike Srpske) i kup (NS BiH, Herceg-Bosne i Republike Srpske) natjecanja. Predstavnici Republike Srpske nikada se nisu natjecali u superkupu.
Kozara je 1994., kao osvajač kupa Republike Srpske, igrala je u superkupu s Bukovicom, osvajačem kupa Republike Srpske Krajine, od koje je izgubila.
| Sezona    | Osvajač              | Rezutat      | Finalist       | Napomene                                                                          |
| --------- | -------------------- | ------------ | -------------- | --------------------------------------------------------------------------------- |
| 1996./97. | Sarajevo             | 2:0, 1:3 (g) | Čelik Zenica   | Čelik je prvak Lige NS BiH Sarajevo je osvajač Kupa NS BiH                        |
| 1997./98. | Željezničar Sarajevo | 4:0          | Sarajevo       | Željezničar je pobjednik doigravanja za prvaka FBiH Sarajevo je osvajač Kupa FBiH |
| 1998./99. | Bosna Visoko         | 2:2, 5:4 (j) | Sarajevo       | Sarajevo je prvak Lige NS BiH Bosna Visoko je osvajač Kupa NS BiH                 |
| 1999./00. | Željezničar          | 0:0, 3:1     | Brotnjo Čitluk | Brotnjo je pobjednik doigravanja za prvaka FBiH Željezničar je osvajač Kupa FBiH  |

## Izdanja od 2025.
| Sezona    | Osvajač         | Rezutat | Finalist         | Napomene                                                                        |
| --------- | --------------- | ------- | ---------------- | ------------------------------------------------------------------------------- |
| 2023./24. | Zrinjski Mostar | 1:0     | Borac Banja Luka | Zrinjski Mostar je prvak Premijer lige BiH Borac Banja Luka je osvajač Kupa BiH |